# Laparade
Laparade is een gemeente in het Franse departement Lot-et-Garonne (regio Nouvelle-Aquitaine) en telt 447 inwoners (2005). De plaats maakt deel uit van het arrondissement Marmande.

## Geografie
De oppervlakte van Laparade bedraagt 16,4 km², de bevolkingsdichtheid is 27,3 inwoners per km².
De onderstaande kaart toont de ligging van Laparade met de belangrijkste infrastructuur en aangrenzende gemeenten.

## Demografie
Onderstaande figuur toont het verloop van het inwonertal (bron: INSEE-tellingen).